# Des/Amor
Des/Amor es el quinto álbum de estudio del grupo de pop latino mexicano Reik, publicado el 17 de junio de 2016, producido por Ignacio "Kiko" Cibrian a través de Sony Music México.

## Portada
La portada de dicho álbum tiene como protagonista a una anónima modelo desnuda, que representa todos los temas dados en el disco: Amor, Pasión, Desamor, Ruptura e Infidelidad.

## Lista de canciones
| N.º | Título                                         | Escritor(es)                                            | Duración |  |
| 1.  | «Qué gano olvidándote»                         | Claudia Brant · Ilan Kidron · Jean-Yves Ducornet        | 3:41     |  |
| 2.  | «Vámonos lejos»                                | Julio Ramírez · Pambo                                   | 3:32     |  |
| 3.  | «De rodillas»                                  | Julio Ramírez · Pambo                                   | 3:33     |  |
| 4.  | «Voy a olvidarte»                              | Julio Ramírez                                           | 3:20     |  |
| 5.  | «Spanglish»                                    | Julio Ramírez · Kiko Cibrián · Pambo · Paulina Cerrilla | 3:27     |  |
| 6.  | «Un amor de verdad»                            | Jesús Navarro · César "Chaparro" Miranda                | 3:31     |  |
| 7.  | «Ya me enteré»                                 | Julio Ramírez · Pambo                                   | 3:30     |  |
| 8.  | «We Only Have Tonight»                         | Julio Ramírez · Alcon Sleeping Giant · Michael Hodges   | 3:30     |  |
| 9.  | «Náufragos»                                    | Julio Ramírez · Gabriel González · Pambo                | 2:57     |  |
| 10. | «Al fin está aquí» (con Félix & Gil)           | Gilberto Palma                                          | 3:18     |  |
| 11. | «Ya me enteré» (Urban Version - con Nicky Jam) | Julio Ramírez · Nicky Jam · Pambo                       | 3:43     |  |

## Créditos
- Jesús Alberto Navarro Rosas: Voz principal y coros
- Julio Ramírez Eguía: Guitarra acústicas, coros
- Gilberto Marín: Guitarra eléctricas
- Gustavo Giardelli: Batería
- Brian Keith: Bajos
- Andrés Peláez: Teclados, Sintetizadores, Piano, Órgano Hammond
- Nicky Jam: Artista invitado
- "Félix": Artista invitado
- "Gil": Artista invitado

## Certificaciones
| País   | Organismo certificador | Certificación | Ventas certificadas | Ref.  |
| ------ | ---------------------- | ------------- | ------------------- | ----- |
| México | AMPROFON               | 3x Platino    | 180,000             | [ 3 ] |